# Johan Offermans
Johan Offermans es un deportista neerlandés que compitió en vela en la clase Soling. Ganó una medalla de oro en el Campeonato Mundial de Soling de 2014 y una medalla de bronce en el Campeonato Europeo de Soling de 2008.

## Palmarés internacional
| Campeonato Mundial | Campeonato Mundial       | Campeonato Mundial | Campeonato Mundial |
| Año                | Lugar                    | Medalla            | Clase              |
| ------------------ | ------------------------ | ------------------ | ------------------ |
| 2014               | Punta del Este (Uruguay) | Medalla de oro     | Soling             |
| Campeonato Europeo |                          |                    |                    |
| Año                | Lugar                    | Medalla            | Clase              |
| 2008               | Balatonfüred (Hungría)   | Medalla de bronce  | Soling             |